# Psaliodes rica
Psaliodes rica är en fjärilsart som beskrevs av Paul Dognin 1899. Psaliodes rica ingår i släktet Psaliodes och familjen mätare. Inga underarter finns listade i Catalogue of Life.